# Like Someone in Love
Like Someone in Love (en japonés :ラ イ ク ・ サ ム ワ ン ・ イ ン ・ ラ ブ, Raiku samuwan in rabu) es una película dramática franco japonesa escrita y dirigida por el director iraní Abbas Kiarostami, protagonizada por Rin Takanashi, Tadashi Okuno y Ryo Kase. Fue la última película que se estrenó en vida del director. La cinta compitió por la Palma de Oro en el Festival Internacional de Cine de Cannes de 2012.

## Argumento
En Tokio, la estudiante de sociología Akiko (Rin Takanashi) se luce como una prostituta de alto nivel. Su novio celoso, Noriaki (Ryo Kase), sospecha, pero no sabe sobre su otro trabajo.
Una noche, a Akiko le asignan a Takashi (Tadashi Okuno), un antiguo profesor universitario que está más interesado en prepararle la cena que en tener relaciones sexuales. La mañana siguiente a la noche no consumada, Takashi lleva a Akiko a la escuela para sus exámenes. Mientras la espera en el auto, se encuentra con Noriaki, quien asume que Takashi es su abuelo y le pide permiso para casarse con ella. Takashi no corrige la suposición de Noriaki y le asegura que no está lista para casarse.
Después de la prueba de Akiko, los tres conducen hacia una librería. Noriaki diagnostica un problema con el auto y convence a Takashi de que lo lleve al taller mecánico que posee, donde reemplaza la correa del ventilador. Allí se encuentran con uno de los antiguos alumnos de Takashi, mientras que a Akiko le preocupa que le revele la verdad a Noriaki.
Takashi deja a Akiko en la librería y regresa a su casa. Poco después, recibe una llamada telefónica de pánico de Akiko y regresa a la librería para recogerla. Ella tiene la boca ensangrentada, pero no dice por qué. Takashi lleva a Akiko a su apartamento. Noriaki llega, amenazándolos por el intercomunicador y golpeando la puerta. Takashi mira por la ventana para ver qué está haciendo Noriaki. Se lanza un objeto por la ventana y Takashi cae al suelo.

## Reparto
- Rin Takanashi como Akiko
- Tadashi Okuno como Takashi
- Ryo Kase como Noriaki
- Denden como Hiroshi
- Reiko Mori como Nagisa
- Koichi Ohori como el taxista
- Tomoaki Tatsumi como el mecánico
- Hiroyuki Kishi como el exalumno de Takashi
- Seina Kasugai como la amiga de Nagisa
- Mihiko Suzuki como la vecina
- Kaneko Kubota como la abuela de Akiko

## Producción
Like Someone in Love es una producción cinematográfica del Grupo MK2 de Francia y Eurospace de Japón. Tuvo un presupuesto de 4,8 millones de dólares. La filmación se planeó originalmente para abril de 2011, pero tuvo que ser reprogramada debido al Terremoto y tsunami de Japón de 2011. La película finalmente se rodó durante ocho semanas en octubre de 2011. Se filmó en locaciones de Tokio y Yokohama.
El título de producción inicial de la película era The End. Fue el segundo largometraje de Abbas Kiarostami rodado íntegramente fuera de su Irán natal, después de Copia Certificada (2010), que se rodó en Italia en 2009.

## Recepción
La película recibió críticas en su mayoría positivas por parte de los críticos. Tiene un índice de aprobación del 83% en Rotten Tomatoes basado en 102 reseñas, con una calificación promedio de 7.2 sobre 10. El consenso crítico del sitio web dice: "En su segunda película fuera de su Irán natal, el director Abbas Kiarostami mantiene el misterioso y reflexivo estado de ánimo de triunfos anteriores". En Metacritic, que asigna un puntaje promedio ponderado de 100 a las críticas de los críticos principales, la película recibió un puntaje promedio de 76 basado en 31 críticas, lo que indica "críticas generalmente favorables".
David Denby de The New Yorker escribió: "Esta historia, impulsada por corrientes subterráneas y pistas indirectas, es sorprendente por su circunspección". Agrega: "La cinematografía es clara y enfocada, y la edición produce pasajes largos y fluidos. Esta película escurridiza y exquisitamente hecha tiene un ritmo arrullador y un encanto melancólico".

## Premios y nominaciones
| Año  | Premio                                    | Categoría                    | Receptor             | Resultado |
| ---- | ----------------------------------------- | ---------------------------- | -------------------- | --------- |
| 2012 | Festival Internacional de Cine de Chicago | Mejor Película Internacional | Like Someone in Love | Nominado  |
| 2012 | Festival de cine de Cannes                | Palma de Oro                 | Abbas Kiarostami     | Nominado  |
| 2013 | Asian Film Awards                         | Mejor Fotografía             | Katsumi Yanagijima   | Nominado  |
| 2013 | Asian Film Awards                         | Mejor Director               | Abbas Kiarostami     | Nominado  |
| 2013 | Asian Film Awards                         | Mejor Actor de Reparto       | Ryo Kase             | Nominado  |
| 2013 | FEST International Film Festival          | Premio del Jurado            | Abbas Kiarostami     | Nominado  |
| 2013 | Japanese Professional Movie Awards        | Top 5 - Mejor Película       | Like Someone in Love | Ganador   |